# 'Til the Band Comes In
'Til the Band Comes In je šesté sólové studiové album amerického zpěváka Scotta Walkera. Vydáno bylo v prosinci 1970 společností Philips Records a produkoval jej Johnny Franz, který s Walkerem spolupracoval již v minulosti. Nahráno bylo od září do listopadu 1970 ve studiu společnosti Philips. Kromě autorských písní deska obsahuje také pět coververzí. Jednu píseň nazpívala izraelská zpěvačka Ester Ofarimová.

## Seznam skladeb
1. Prologue – 1:23
2. Little Things (That Keep Us Together) – 12:18
3. Joe – 13:42
4. Thanks for Chicago Mr. James – 12:18
5. Long About Now – 12:06
6. Time Operator – 13:37
7. Jean the Machine – 12:10
8. Cowbells Shakin' – 11:06
9. 'Til the Band Comes In – 13:50
10. The War Is Over (Sleepers) – 13:36
11. Stormy – 13:09
12. The Hills of Yesterday – 12:45
13. Reuben James – 13:03
14. What Are You Doing the Rest of Your Life – 13:36
15. It's Over – 12:26